# Obilić, Bojnik
Obilić (izvirno srbsko Обилић) je naselje v Srbiji, ki upravno spada pod Občino Bojnik; slednja pa je del Jablaniškega upravnega okraja.

## Demografija
V naselju živi 76 polnoletnih prebivalcev, pri čemer je njihova povprečna starost 43,0 let (41,5 pri moških in 44,8 pri ženskah). Naselje ima 35 gospodinjstev, pri čemer je povprečno število članov na gospodinjstvo 2,69.
To naselje je, glede na rezultate popisa iz leta 2002, večinoma srbsko.
|  |

| Demografija | Demografija     | Demografija     |
| Leto        | Št. prebivalcev | Št. prebivalcev |
| ----------- | --------------- | --------------- |
|             |                 |                 |
|             |                 |                 |
|             |                 |                 |
|             |                 |                 |
| 1948        | 255             |                 |
| 1953        | 204             |                 |
| 1961        | 145             |                 |
| 1971        | 153             |                 |
| 1981        | 150             |                 |
| 1991        | 107             | 107             |
| 2002        | 94              | 94              |
|             |                 |                 |

| Etnična sestava po popisu iz leta 2002 | Etnična sestava po popisu iz leta 2002 | Etnična sestava po popisu iz leta 2002 | Etnična sestava po popisu iz leta 2002 | Etnična sestava po popisu iz leta 2002 |
| -------------------------------------- | -------------------------------------- | -------------------------------------- | -------------------------------------- | -------------------------------------- |
| Srbi                                   | Srbi                                   |                                        | 88                                     | 93,61%                                 |
| Črnogorci                              | Črnogorci                              |                                        | 6                                      | 6,38%                                  |
| Neznano                                | Neznano                                |                                        | 0                                      | 0,0%                                   |